# معركة معطن السارة
وقعت معركة معطن السارة بين تشاد وليبيا في 5 سبتمبر 1987 خلال حرب تويوتا. وأخذت المعركة شكل هجوم مفاجئ من التشاد على قاعدة معطن السارة الجوية الليبية، بهدف القضاء على التهديد الذي تشكله القوات الجوية الليبية، والتي أحبطت بالفعل الهجوم التشادي على قطاع أوزو في شهر أغسطس. كان هذا الاشتباك هو الأول الذي يقع على أرض ليبية منذ بدء الصراع التشادي الليبي، وقد نجح الهجوم كليًا؛ حيث أوقع عددًا كبيرًا من الخسائر في الجانب الليبي وتكبد الجانب التشادي خسائر قليلة، كما ساهم في توقيع وقف إطلاق النار النهائي في 11 سبتمبر بين البلدين المتقاتلين.

## الخلفية التاريخية
في عام 1983، احتلت القوات الليبية التشاد دعمًا لـحكومة الوحدة الوطنية المؤقتة (GUNT) التي تقاتل الحكومة التشادية بقيادة حسين هبري. وساهمت التدخلات العسكرية الفرنسية في الحد من التقدم الليبي مع حكومة الوحدة الوطنية المؤقتة باتجاه 16 درجة شمالاً موازية لخط الاستواء (المسمى الخط الأحمر)، ما أدى إلى تجميد الوضع على الأرض حتى عام 1986، عندما انقلبت معظم قوات حكومة الوحدة الوطنية المؤقتة على أنصارها الليبيين. انتهز هبري الفرصة لقلب الوضع ضد عدوه وأمر قواته في ديسمبر بالهجوم على المواقع الليبية في شمال تشاد. وبدأت القوات في يناير 1987 بمعركة فادا وواصلت تقدمها بمعركة بئر كوره ووادي دوم، وأعلن القائد الأعلى لـالقوات المسلحة الوطنية التشادية حسن جاموس عن سلسلة من الانتصارات المهمة التي أجبرت القوات الليبية على الانسحاب إلى قطاع أوزو.
متجاهلاً مطالب فرنسا بضبط النفس، اتخذ هبري موقفًا مسلحًا تجاه الاحتلال الليبي لقطاع أوزو؛ فقد نجحت قواته في استعادة أوزو في 8 أغسطس، ولكنها تعرضت للصد في 28 أغسطس، والذي يرجع سببه جزئيًا إلى رفض فرنسا توفير تغطية جوية لمحاولة هبري استعادة أوزو.

## الهجوم
قبل الهجوم الليبي الأخير، سحب هبري حسن جاموس ومعظم قواته المخضرمة؛ حيث خطط لمنحهم فرصة للراحة قبل القيام بهجوم جديد سيؤمن القطاع في النهاية. وانطلاقًا من الدور الحاسم الذي لعبته الضربات الجوية الليبية القريبة المدى في الهزيمة التي لاقاها هبري في أوزو، فقد توصل إلى أن أكبر ميزة لدى ليبيا كانت قدرتها على شن ضربات جوية لا تنتهي. وللقضاء على هذا التهديد، أمر هبري جاموس باصطحاب 2000 فرد من قواته وتدمير القاعدة الجوية الليبية الرئيسية في جنوب ليبيا، معطن السارة، التي تقع على بعد 60 ميلاً شمال الحدود التشادية الليبية. وربما شجع هبري على شن هذا الهجوم أيضًا، الإعلان العام لـالرئيس الفرنسي فرنسوا ميتيران في 3 سبتمبر بأن الخط الأحمر كان غير معمول به، وبالتالي لن تلتزم القوات الفرنسية في تشاد به بعد الآن.
حضرت تشاد التجهيزات العسكرية لما بدا أنه محاولة لاستعادة قطاع أوزو. وبدلاً من ذلك، قامت القوات المسلحة الوطنية التشادية، بتشجيع من الولايات المتحدة، التي أمدتها بـمعلومات استخباراتية عبر الأقمار الصناعية، بالهجوم على منطقة معطن السارة في 5 سبتمبر؛ حيث فاجأت الليبيين، وعلى ما يبدو الفرنسيين أيضًا، الذين جاء رد فعلهم رفض تقديم أي دعم استخباراتي أو لوجستي للقوات التشادية. وكانت قوات جاموس حريصة على تتبع الوديان وعدم كشف نفسها، كما أنها استفادت من غفلة الدوريات والأمن الليبي وعزمت على مباغتة حامية القاعدة الجوية والمدافعين عنها. ولإرباك الليبيين، تقدمت القوات المسلحة الوطنية التشادية أولاً جهة الشمال والشمال الغربي في الأراضي الليبية، ثم توجهت شرقًا وهبطت إلى منطقة معطن السارة، وهو ما جعل الضباط الليبيين يعتقدون أنهم تعزيزات وكانوا على وشك الانضمام إليهم.
وبالرغم من عدد الحامية القوية البالغ 2500 مدافع ولواء الدبابات والمدفعية والتحصينات الشاملة، فقد تغلبت القوات التشادية بسرعة على القوات الليبية وسيطرت على القاعدة؛ مما أظهر بقوة عدم الكفاءة الاحترافية لـالجيش الليبي. وبينما كانت خسائر القوات المسلحة الوطنية التشادية طفيفة، تكبدت ليبيا خسائر هائلة، فقد قتل 1713 فردًا وتم أسر 300 آخرين، كما اضطر المئات إلى الفرار إلى الصحراء المحيطة. وتقدم التشاديون ليدمروا كل المعدات التي لم يستطيعوا حملها معهم أثناء عودتهم، من بينها 70 دبابة و30 ناقلة جنود مدرعة و8 محطات رادار وجهاز تشويش على الرادارات والعديد من صواريخ أرض-جو و26 طائرة، منها 3 طائرات ميكويان جيروفيتش ميج-23 وطائرة ميل مي-24 و4 طائرات داسو ميراج الثالثة؛ بالإضافة إلى تدمير مدرجي هبوط القاعدة. وبعد ذلك، سافر رطل القوات المسلحة الوطنية التشادية بدون أنوار تحت ضوء القمر والنجوم منسحبًا إلى الأراضي التشادية في 6 سبتمبر وأعلنت الحكومة التشادية أن المعركة «ينبغي سردها بحروف من ذهب في كتاب الانتصارات العظيم».

## التداعيات
كان رد الفعل الأول للقذافي هو إلقاء اللوم على فرنسا في حدوث الهزيمة، واعترض على موقفها في تشاد. وبعد يومين من هجوم جاموس على معطن السارة، أقلعت قاذفتا قنابل توبوليف تو-22؛ توجهت واحدة لمهاجمة عاصمة تشاد نجامينا والأخرى إلى أبشي، ولكن الهجوم لم يكن ناجحًا نتيجة إسقاط طائرة التوبوليف التي كانت متوجهة لضرب العاصمة بواسطة سرية صاروخ أرض-جو هوك تابعة لـالجيش الفرنسي، بينما أجبرت الطائرة الثانية على العودة إلى ليبيا دون إسقاط قنابلها. وكان رد فعل ليبيا تجاه إسقاط الطائرة هو إدانة هجوم معطن السارة ووصفه علنًا بأنه «عملية عسكرية فرنسية-أمريكية مشتركة» وأضافت أن فرنسا والولايات المتحدة كانتا «وراء العدوان على ليبيا».
في الوقت الذي لم تخفِ فيه الولايات المتحدة استحسانها للهزيمة الليبية، وأضاف أحد المسؤولين الأمريكيين قائلاً، «إننا نطير من الفرح في كل مرة يهزم فيها التشاديون الليبيين»، كان رد فعل فرنسا مختلفًا؛ حيث عبّر وزير الدفاع الفرنسي أندريه جيرو عن «عميق الأسى» لتصاعد الموقف. ويبدو أن فرنسا وجدت أن معركة معطن السارة حققت نجاحًا كبيرًا جدًا على هبري واستسلمت لمخاوفها بأن المعركة كانت مجرد مرحلة أولى لاحتلال ليبيا بالكامل، وهو شيء أرادت فرنسا تجنبه بأي ثمن؛ وبالتالي، في 11 سبتمبر، ضغط ميتيران على هبري للاتفاق مع القذافي على وقف إطلاق النار، بينما وافق الزعيم الليبي نتيجة تثبيط الهمة الداخلي والعداء الداخلي. وبالرغم من تعرض اتفاق وقف إطلاق النار للعديد من الانتهاكات الثانوية، فقد طبق فعليًا، وبالتالي وضع نهاية للصراع التشادي الليبي.
ومع ذلك، تسببت الهزيمة أيضًا في جيشان عداء القذافي لفرنسا والولايات المتحدة والذي بلغ ذروته في دعم ليبيا لتفجيرات طائرة بان أم الرحلة رقم 103 المتوجهة من لندن إلى نيويورك فوق قرية لوكربي الإسكتلندية في 21 ديسمبر 1988 وتحطم الطائرة التابعة لخطوط يو تي إيه الرحلة رقم 772 المتوجهة من تشاد إلى باريس فوق النيجر في 19 سبتمبر 1989.